# Lycodonomorphus leleupi
Espèce
Synonymes
- Ablabophis whytei leleupi Laurent, 1950
- Lycodonomorphus rufulus leleupi (Laurent, 1950)

Lycodonomorphus leleupi est une espèce de serpents de la famille des Lamprophiidae. 

## Répartition
Cette espèce se rencontre :
- en Tanzanie ;
- au Malawi ;
- en Zambie ;
- dans l'est du Zimbabwe ;
- dans l'ouest du Mozambique ;
- dans le sud République démocratique du Congo.

## Publication originale
- Laurent, 1950 : Reptiles nouveaux des Kundelungu. Revue de zoologie et de botanique africaines, vol. 43, n. 4, p. 349-352.